# Novîi Svit, Henicesk
Novîi Svit (în ucraineană Новий Світ) este un sat în comuna Plavske din raionul Henicesk, regiunea Herson, Ucraina.

## Demografie
Componența lingvistică a localității Novîi Svit
     Ucraineană (78,57%)
     Rusă (21,43%)
Conform recensământului din 2001, majoritatea populației localității Novîi Svit era vorbitoare de ucraineană (78,57%), existând în minoritate și vorbitori de rusă (21,43%).